# 中安定安
中安 定安（なかやす さだやす）は、戦国時代の武将。

## 経歴
中安氏は遠江国佐田城主・堀江為清の次男・堀江豊種が中安氏として中安兵部豊種を名乗ったのが始まりという。
佐田城主・堀江新右門清泰の子として誕生。浜名湖の東岸に位置する堀江城を有した大沢氏の大沢基胤に従っていた。
堀江城の戦いで徳川家康に攻められるが、後に和議が成立すると基胤と共に本領を安堵され家康に降る。その後元亀元年6月28日（1570年8月9日）の姉川の戦いに従軍し、近江国浅井郡姉川河原で戦死したという。
堀江村の平に埋葬されたという「茂山塚」 が残る。菩提寺は竜泉寺。定安より数え12代目の武彦が昭和44年（1969年）竜泉寺において先祖の供養を営み、石灯籠を寄進した。

## 関連作品
- おんな城主 直虎 - 平成29年（2017年）NHK大河ドラマ、演：吉見一豊